# Pierre-Marie Termier
Pierre-Marie Termier (Lione, 3 luglio 1859 – Varces-Allières-et-Risset, 23 ottobre 1930) è stato un geologo francese.

## Biografia
Studiò ingegneria all'École polytechnique di Parigi, dove si laureò nel 1880, e si perfezionò poi all'École nationale supérieure des mines de Paris. Insegnò all'École des Mines de Saint-Étienne dal 1885 al 1894, anno in cui passò all'École nationale supérieure des mines de Paris, dove rimase per il resto della vita. Nel 1909 venne eletto membro dell'Académie des Sciences della quale nel 1930 divenne vicepresidente. Nel 1911 divenne direttore del Service de la Carte géologique de France.
Gli interessi di Pierre Termier furono rivolti innanzitutto agli studi petrografici e tettonici. Sostenne la teoria delle falde di sovrascorrimento (o di carreggiamento) (in lingua francese: Nappe de charriage). I suoi studi sulle Alpi orientali, riassunti in Les nappes des Alpes orientales et la synthèse des Alpes, del 1903 e poi del 1905, furono ripresi da altri studiosi e sono tuttora alla base delle moderne concezioni geologiche delle Alpi. Termier fu il primo a dimostrare che spesso l'erosione asporta ampie zone sulla superficie dando così origine a delle finestre tettoniche (fenêtre) nelle quali viene messo a nudo il substrato geologico autoctono.
Una catena montuosa della Luna porta il suo nome.

## Scritti

### Scientifici
- Etude sur la constitution géologique du massif de la Vanoise (Alpes de Savoie). Bulletin des Services de la Carte géologique de la France et des Topographies souterraines, Vol. 20, N. 20, p. 147- , Librairie Polytéchnique Baudry, Paris 1891. ISBN 1-85233-782-6
- Le massif des Grandes-Rousses (Dauphine et Savoie). Bulletin des Services de la Carte Géologique, N. 40, Vol. VI, p. 118 Baudry et. Cie., Paris 1894. ISBN 3-549-05632-X
- Les montagnes entre Briançon et Vallouise. (Ecailles briançonnaises, terrains cristallins de l'Eychauda, massif de Pierre-Eyrautz, etc.). p. 182, Imprimerie nationale, Paris 1903
- Les nappes des Alpes orientales et la synthèse des Alpes. Bulletin de la Société géologique de France, Serie 4, Vol. 3, pp. 711 – 766, 1903
- Les alpes entre le Brenner et la Valteline. Bulletin de la Société Géologique de France', IV serie, Vol. V, pp. 209 – 289. Paris, Société géologique de Grance, 1905
- (Con Jean Boussac) Le massif cristallin ligure. Bulletin de la Société géologique de France, IV serie, Vol. XII, 1912.
- Nouvelles observations géologiques dans la Corse orientale, 1928
- Sur l'un des problèmes tectoniques du R'arb (Maroc). Bulletin de la Société géologique de France, IV serie, Vol. XXVIII, 1928

### Letterari o divulgativi
- Marcel Bertrand, 1908
- L'Atlantide, 1912
- À la gloire de la terre, souvenirs d'un géologue. Paris: Desclée De Brouwer, 1916
- La Joie de connaître, suite de À la gloire de la terre. Paris: Desclée De Brouwer, 1929
- La Vocation du savant, 1929